# Après l’océan
Après l’océan es una película del año 2008.

## Sinopsis
Otho y Shad dejan Abiyán para probar suerte en Europa. Tienen un sueño: regresar a su país como héroes. Pero el exilio no será un camino de rosas. Una vez en España, Otho es arrestado y deportado a Costa de Marfil sin poder cumplir su objetivo. Sus antiguos amigos le dan la espalda. Shad consigue llegar a Inglaterra, donde conoce a Tango, una joven francesa rebelde. Los dos amantes se apoyan mutuamente, pero los obstáculos que deben superar son numerosos.